# Chevalier arlequin
Tringa erythropus
Espèce
Statut de conservation UICN

 LC  : Préoccupation mineure
Le Chevalier arlequin (Tringa erythropus) est une espèce d'oiseaux limicoles de la famille des Scolopacidae.

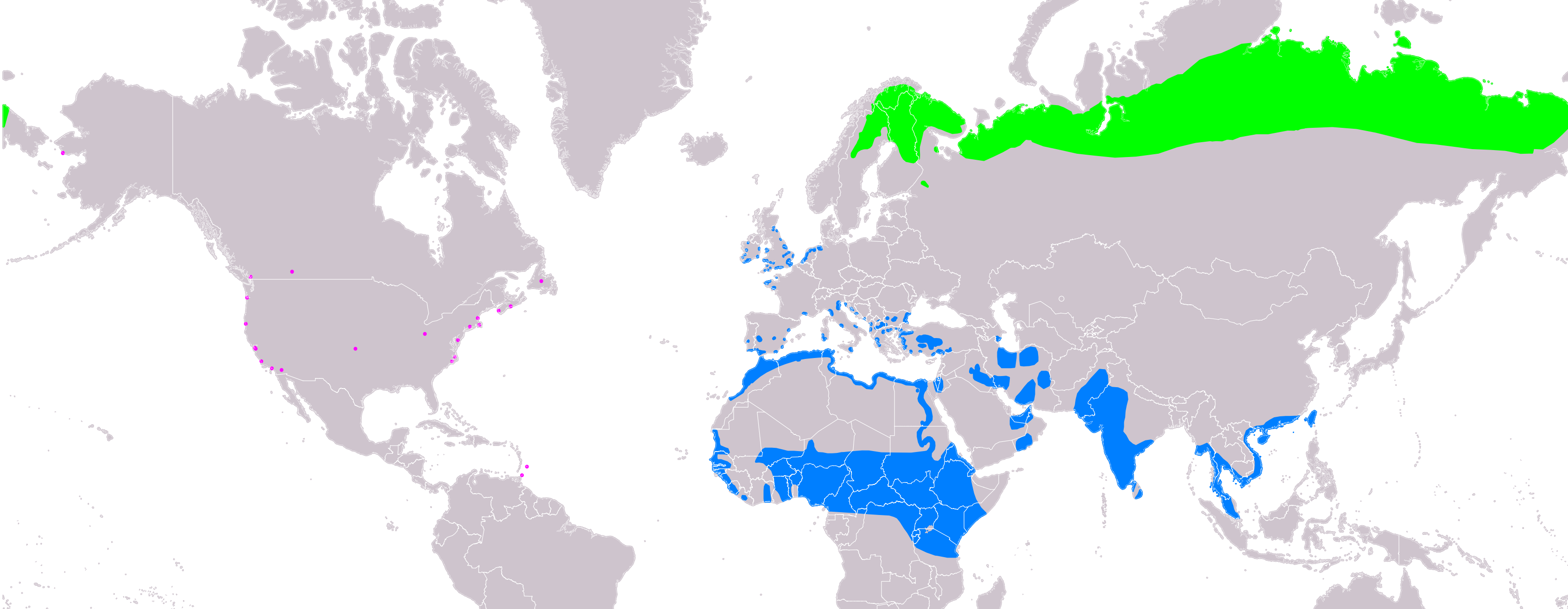

Bon plongeur, il aime pêcher dans les mares vaseuses. Son plumage nuptial, noir fuligineux, est moucheté de blanc. Ce migrateur voyage en petits groupes. Il se distingue par un cri bisyllabique « ti-ouit », très particulier.